# Scarabaeus tonckeri
Scarabaeus tonckeri är en skalbaggsart som beskrevs av Antoine Boucomont 1923. Scarabaeus tonckeri ingår i släktet Scarabaeus och familjen bladhorningar. Inga underarter finns listade i Catalogue of Life.